# Canal des Pangalanes
Le canal des Pangalanes est un canal de l'est de Madagascar construit au XXe siècle. Long de près de 700 kilomètres, il relie Farafangana à Toamasina, ville portuaire constituant son débouché.

## Toponymie
Le nom de « Pangalanes » vient du terme malgache Ampangalana qui signifie « l’endroit où l’on prend en charge ou embarque » les marchandises. 

## Le début de la construction du canal
La côte est de Madagascar est traversée par de nombreux fleuves et rivières. Descendants des montagnes, ces cours d'eau créent d'innombrables lacs et étangs. Ces voies d'eau ont empêché la construction de véritables routes. La côte quant à elle est dangereuse, la navigation y est difficile. 

## L'ouvrage pendant la colonisation
Sous l'ère coloniale, le général français Joseph Gallieni lança le projet d'un canal longeant la côte est pour exercer un meilleur contrôle administratif et militaire sur la région. Les travaux débutèrent en 1896, pour créer une voie navigable de 665 km entre les lacs, les lagunes et les rivières, de Foulpointe à Farafangana. Pour ce faire, Gallieni s'appuya sur le régime de l'indigénat, qui contraint au travail les populations locales. Trois-cents personnes creusèrent sans relâche le canal dans de terribles conditions. Le premier tronçon entre Brickaville et Tamatave a été inauguré en 1904, puis fut prolongé jusqu'à Vatomandry en 1915, avant de s'achever à Farafangana en 1949.
Sa construction permettait de pallier les problèmes de navigation fréquemment rencontrés par la marine marchande et militaire sur la côte est de l’île de Madagascar : le cabotage y était en effet très dangereux à cause de la présence de récifs, de courants importants et de hautes vagues formées par la rencontre de l’Océan Indien et du continent africain. À cet endroit, épaves et requins se comptent en grand nombre, rendant dangereuse la baignade le long de la côte sud-est, baptisée « la côte des cyclones ».
À travers les marécages sinueux, le canal offrit une voie de transport rapide pour les marchandises ce qui entraîna l’installation de nombreux villages sur ses rives. Après l’époque coloniale, son entretien ne fut pas poursuivi et le canal, creusé dans le sable, s’effondrait régulièrement. La voie d’eau s’est alors rapidement retrouvée envahie par de larges nénuphars, des jacinthes d’eau, couvrant en partie sa surface et rendant laborieuse l’avancée des embarcations. Il sombra pendant 20 ans dans l’oubli, ses ponts et voies ferrées furent laissés à l’abandon.

## Le canal aujourd'hui
Depuis 1960 et la fin de la colonisation, Madagascar a tenté de préserver une partie des constructions des colons français, présents six décennies dans le pays et qui ont construit des routes, des villes, des ponts et l’un de ses plus beaux ouvrages, le canal des Pangalanes.
À la fin des années 1980, cet ouvrage connut un sursaut de considération. Le gouvernement malgache entreprit des travaux pour rendre le canal à nouveau navigable, de la gare fluviale de Toamasina (appelé aussi Tamatave) à celle de Mananjary, 420 km plus au sud. Si les navires ne peuvent l’emprunter aujourd’hui à cause de l’irrégularité de sa profondeur (due à la rencontre des fleuves chargés de sable surélèvent ses fonds par endroits avant de se jeter dans l'océan), il profite aux pirogues et autres chalands qui transportent leurs marchandises (paniers tressés de jonc, produits maraîchers, canne à sucre, café, girofle, poivre) entre les villages, parfois sur des embarcations singulières comme la pirogue monoxyle, un tronc d'arbre évidé et propulsé à la pagaie, ou le radeau de bambou, poussé à l’aide d’une perche. 
Si le tronçon nord du canal est très fréquenté par les pirogues transportant passagers et provisions en direction du grand port de Toamasina, la partie sud l’est beaucoup moins. Elle est composée d’une succession de petits canaux reliant entre eux des lacs à la végétation abondante (Ampitabe, Akanin'ny Nofy) et où pousse l’arbre phare de Madagascar, Ravinala, « l'arbre à voyageur », symbole du pays, facilement reconnaissable à ses feuilles en éventail.
Le long des canaux se trouvent des villages isolés, faits de cases traditionnelles sur pilotis ou en torchis. Ses habitants vivent en grande partie grâce à la voie d’eau en vendant du poisson et des produits artisanaux aux bateaux de passage. Les bateliers font le lien entre ces différentes communautés et les villes, assurant la livraison de colis et provisions aux habitants des berges, honorant des commandes passées oralement lors de leur précédent passage, parfois plusieurs semaines auparavant. 
Un projet de valorisation et de sauvegarde du canal des Pangalanes a fait l’objet d’une convention de coopération bilatérale maroco-malgache mettant en partenariat l’agence marocaine Marchica Med S.A et le Gouvernement de Madagascar le 21 novembre 2016 mais les travaux n'ont toujours pas démarré[réf. nécessaire]. 
Le gouvernement malgache a cependant lancé en septembre 2019 le dragage du canal via l'Agence Portuaire Maritime et Fluviale.

### Vidéographie
- [vidéo] À Madagascar, l'envoûtant canal des Pangalanes, de Fabrice  Michelin, coll. « Invitation au voyage », 2018, 13 min [présentation en ligne]  ; diffusé sur Arte le 9 mai 2018